# 芳賀台停留場
芳賀台停留場（はがだいていりゅうじょう）は、栃木県芳賀郡芳賀町芳賀台にある宇都宮ライトレール宇都宮芳賀ライトレール線の停留場である。

## 概要
栃木県道69号宇都宮茂木線の芳賀台交差点に建設されている。当停留場は仮称段階から「芳賀台」とされ、正式名称が仮称から変更されなかった唯一の停留場である。

## 歴史
- 2021年（令和3年）4月23日：停留場名決定[5]。
- 2023年（令和5年）8月26日：開業[3][4]。

## 停留場構造

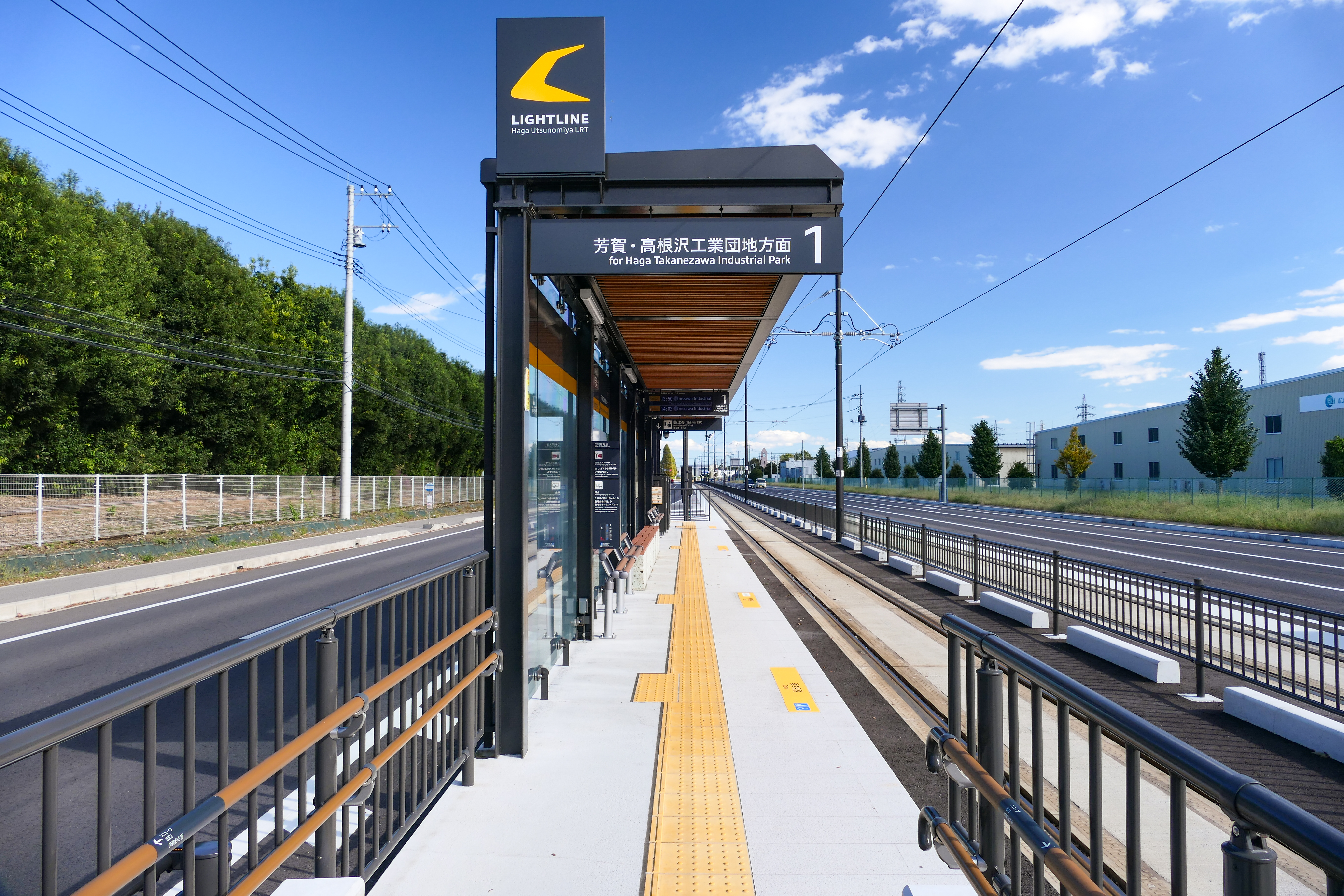
1番線プラットホーム（2023年10月）

千鳥式ホーム2面2線を有する地上駅。

### のりば
| 番線 | 路線          | 方向 | 行先                     |
| ---- | ------------- | ---- | ------------------------ |
| 1    | ■ライトライン | 下り | 芳賀・高根沢工業団地方面 |
| 2    | ■ライトライン | 上り | 宇都宮駅東口方面         |

## 利用状況
- 2024年2月時点での1日平均乗降人員は平日約400人・休日約50人である[8]。
- 2024年（令和6年）11月第2週の1日平均乗降人員は平日約480人・休日約20人である[9]。

## 停留場周辺
芳賀工業団地の一角にあるため、周辺は工場が多い。南に栃木ヘリポートがあり周辺にヘリコプターの事業所が数軒ある。北側にはサッカー場を備えるけやき台公園がある。
- 山王テック東日本事業所
- ATJ栃木テクニカルセンター
- 中日本航空栃木メンテナンスセンター
- 東邦航空栃木事業所
- 栃木県消防防災航空隊

## 隣の停留場
宇都宮ライトレール
■宇都宮芳賀ライトレール線
快速（平日朝下りのみ運転）・各停
ゆいの杜東停留場 (15) - 芳賀台停留場 (16) - 芳賀町工業団地管理センター前停留場 (17)